# Harrisinopsis
Harrisinopsis är ett släkte av fjärilar. Harrisinopsis ingår i familjen bastardsvärmare.
Kladogram enligt Catalogue of Life:
| Harrisinopsis | \| \| Harrisinopsis robusta \| \| \| \| \| \| Harrisinopsis tessmanni \| \| \| \| |
|               | \| \| Harrisinopsis robusta \| \| \| \| \| \| Harrisinopsis tessmanni \| \| \| \| |
|               | Harrisinopsis robusta                                                             |
|               |                                                                                   |
|               | Harrisinopsis tessmanni                                                           |
|               |                                                                                   |